# Hospital de la Purísima Concepción
El Hospital de la Purísima Concepción o Real Hospital de la Purísima Concepción es un edificio tardomedieval de España situado en la localidad de Madrigal de las Altas Torres (provincia de Ávila, comunidad autónoma de Castilla y León). Fue fundado por María de Aragón, reina consorte de Castilla y primera esposa del monarca Juan II, el progenitor de Isabel la Católica. Fue declarado monumento histórico-artístico (figura para monumentos obsoleta equivalente en protección a la de Bien de Interés Cultural) el 23 de febrero de 1983.